# Jerome (Pennsilvània)
Jerome és una concentració de població designada pel cens dels Estats Units a l'estat de Pennsilvània. Segons el cens del 2000 tenia 1.068 habitants.

## Demografia
Segons el cens del 2000, Jerome tenia 1.068 habitants, 425 habitatges, i 308 famílies. La densitat de població era de 158 habitants per quilòmetre quadrat.
Dels 425 habitatges en un 29,9% hi vivien nens de menys de 18 anys, en un 57,9% hi vivien parelles casades, en un 13,2% dones solteres, i en un 27,5% no eren unitats familiars. En el 24,9% dels habitatges hi vivien persones soles el 16,7% de les quals corresponia a persones de 65 anys o més que vivien soles. El nombre mitjà de persones vivint en cada habitatge era de 2,46 i el nombre mitjà de persones que vivien en cada família era de 2,96.
Per edats la població es repartia de la següent manera: un 23% tenia menys de 18 anys, un 6,6% entre 18 i 24, un 25,9% entre 25 i 44, un 21,3% de 45 a 60 i un 23,2% 65 anys o més.
L'edat mediana era de 42 anys. Per cada 100 dones de 18 o més anys hi havia 83,5 homes.
La renda mediana per habitatge era de 26.667 $ i la renda mediana per família de 33.872 $. Els homes tenien una renda mediana de 36.528 $ mentre que les dones 16.553 $. La renda per capita de la població era de 13.033 $. Entorn del 5,3% de les famílies i el 6,1% de la població estaven per davall del llindar de pobresa.

## Poblacions més properes
El següent diagrama mostra les poblacions més properes.